# جيل باتريك
جيل باتريك (بالإنجليزية: Gail Patrick)‏ هي ممثلة أمريكية، ولدت في 20 يونيو 1911 ببرمنغهام في الولايات المتحدة، وتوفيت في 6 يوليو 1980 بلوس أنجلوس في الولايات المتحدة بسبب ابيضاض الدم.

## أعمال

### أفلام
- (1937) باب المسرح

### مسلسلات
- بيري ماسون

## وصلات خارجية
- جيل باتريك على موقع IMDb (الإنجليزية)
- جيل باتريك على موقع ألو سيني (الفرنسية)
- جيل باتريك على موقع أول موفي (الإنجليزية)
- جيل باتريك على موقع قاعدة بيانات الأفلام السويدية (السويدية)
- جيل باتريك على موقع إن إن دي بي (الإنجليزية)
- جيل باتريك على موقع قاعدة بيانات الفيلم (الإنجليزية)
- جيل باتريك على موقع كينوبويسك (الروسية)